# Comté de Passaic
Le comté de Passaic (en anglais Passaic County) est un comté situé au nord de l'État de New Jersey, aux États-Unis. Son siège est la ville de Paterson. Le comté fait partie de l'agglomération new-yorkaise. Selon le recensement de 2020, il a 524 118 habitants.

## Géographie
La partie sud-est du comté, la plus peuplée, est constituée de petites collines et d'une plaine qui longe la Passaic River. La partie nord-ouest est plus accidentée.

### Comtés adjacents
- Comté d'Orange (New York) (nord)
- Comté de Rockland (New York) (nord-est)
- Comté de Bergen (est)
- Comté d'Essex (sud)
- Comté de Morris (sud-ouest)
- Comté de Sussex (ouest)

### Municipalités
- Bloomingdale (borough)
  - Macopin (communauté)
- Clifton (city)
- Haledon (borough)
- Hawthorne (borough)
- Little Falls (township)
- North Haledon (borough)
- Passaic (city)
- Paterson (city)
- Pompton Lakes (borough)
- Prospect Park (borough)
- Ringwood (borough)
- Totowa (borough)
- Wanaque (borough)
  - Haskell (communauté)
- Wayne (township)
  - Packanack Lake (communauté)
  - Pines Lake (communauté)
  - Preakness (communauté)
- West Milford (township)
  - Hewitt (communauté)
  - Newfoundland (communauté)
  - Oak Ridge (communauté)
- Woodland Park (borough) (ancienne West Paterson)

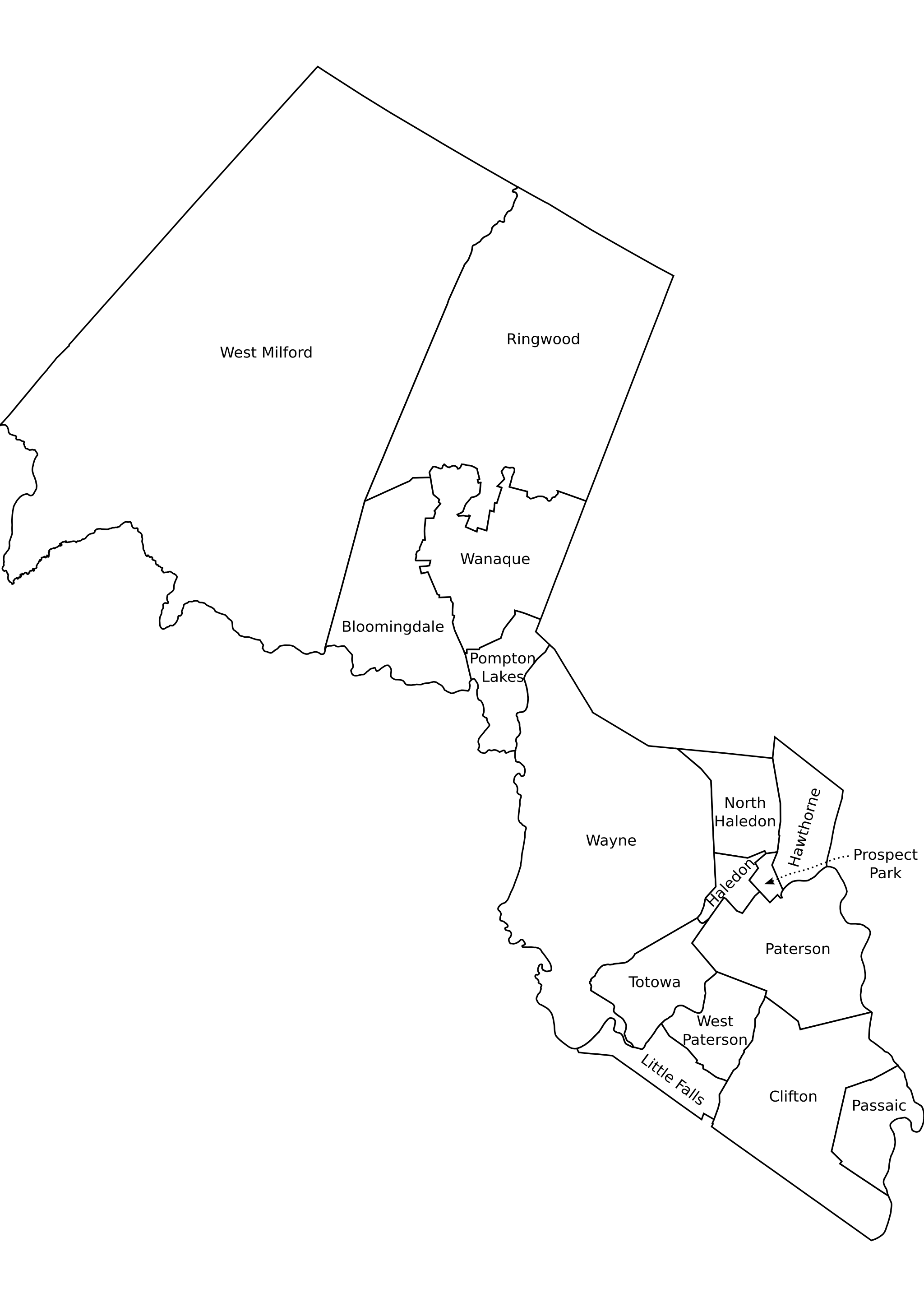
Carte du comté et de ses municipalités.

## Démographie
| Groupe            | Comté de Passaic | New Jersey | États-Unis |
| ----------------- | ---------------- | ---------- | ---------- |
| Blancs            | 62,7             | 68,6       | 72,4       |
| Autres            | 15,1             | 6,4        | 6,4        |
| Afro-Américains   | 12,8             | 13,7       | 12,6       |
| Asiatiques        | 5,0              | 8,6        | 4,8        |
| Métis             | 3,7              | 2,3        | 2,9        |
| Amérindiens       | 0,7              | 0,3        | 0,9        |
| Total             | 100              | 100        | 100        |
|                   |                  |            |            |
| Latino-Américains | 37,0             | 17,7       | 16,7       |

Selon l'American Community Survey, pour la période 2011-2015, 52,30 % de la population âgée de plus de 5 ans déclare parler l'anglais à la maison, 33,97 % déclare parler l'espagnol, 2,43 % l'arabe, 1,44 % l'italien, 0,88 le gujarati, 0,80 % le tagalog, 0,75 % le polonais et 7,45 % une autre langue.
- Groupe ethnique majoritaire par localité :  - Hispaniques 40-50 %
  - Hispaniques 50-60 %
  - Hispaniques 70-80 %
  - Blancs non hispaniques 50-60 %
  - Blancs non hispaniques 60-70 %
  - Blancs non hispaniques 70-80 %
  - Blancs non hispaniques 80-90 %

Groupe ethnique majoritaire par localité : Hispaniques 40-50 % Hispaniques 50-60 % Hispaniques 70-80 % Blancs non hispaniques 50-60 % Blancs non hispaniques 60-70 % Blancs non hispaniques 70-80 % Blancs non hispaniques 80-90 %
Langue la plus parlée par localité en 2016 :   - Anglais
  - Espagnol

## Personnalités
- Justina Valentine (1987-), rappeuse née dans le comté de Passaic.